# Denis-Bernard Quatremère d'Isjonval
Pour les autres membres de la famille Quatremère, voir Quatremère.
Denis-Bernard Quatremère d'Isjonval, parfois Quatremère-Disjonval (Paris, 1754 - Bordeaux, 1830), fut un physicien français.
Frère aîné de Quatremère de Quincy, il se livra d'abord aux sciences physiques, et fit plusieurs travaux qui furent couronnés par l'Académie des sciences : il découvrit ainsi les sels triples, ce qui le fit admettre de bonne heure dans cette académie.
Ayant épuisé sa fortune dans des expériences ruineuses, il embrassa la carrière militaire et devint chef d'état-major.
On a de lui, sous le titre d'Aranéologie, un livre sur le travail des araignées et le rapport de ce travail avec les variations du temps (1775 et 97). Il le fit suivre d'un Calendrier aranéologique.
En 1789, il entra au service des patriotes hollandais et fut fait prisonnier par les orangistes. Dans les loisirs de sa captivité, il fit de curieuses observations sur le travail de l'araignée comme indice des variations atmosphériques. Ce fut lui qui, en 1794, manda à Pichegru la venue infaillible de la gelée qui allait bientôt solidifier tous les canaux et les marais de la Hollande. Chef d'état major de l'armée française des Alpes, il opéra avec succès le passage du Simplon en 1800; devenu suspect à l'empereur, il fut exilé par lui en province. Après la restauration, il se fixa à Marseille, puis à Bordeaux, où il mourut en 1830. [Dictionnaire de la conversation, 2e édition, 1857 t. XV p 212]
Publications : l'indigo (1777) l'aranéologie (1798)